# School Days (album)
Pour les articles homonymes, voir School Days (homonymie).
Albums de Stanley Clarke
Journey to Love
(1975) Live
(1977)
School Days est le quatrième album solo studio du bassiste et contrebassiste de jazz fusion américain Stanley Clarke.

## Historique
Enregistré aux Electric Lady Studios à New York (sauf Life is Just a Game, enregistré aux A & M Studios à Los Angeles) et mixé aux A & M Studios à Los Angeles, l'album est paru en 1976 sous le label Nemperor, un label de Warner, et fut distribué par Atlantic Recording Corporation.

## Titres
Toutes les compositions sont de Stanley Clarke.

### Face 1
1. School Days - 7:42
2. Quiet Afternoon - 5:03
3. The Dancer - 5:12

### Face 2
1. Desert Song - 6:55
2. Hot Fun - 2:51
3. Life is Just a Game - 8:59

## Musiciens
Selon le livret de l'album :
- Stanley Clarke – basse électrique (1, 3, 5, 6), contrebasse (4, 6), basse piccolo (2, 3, 6), chant (1, 6), clochettes (1), piano acoustique (2, 3), bourdon (3), gong (6), carillons (6), arrangements, chef d'orchestre, producteur
- Ray Gomez – guitare électrique (1, 3, 5), guitare rythmique (3)
- John McLaughlin – guitare acoustique (4)
- Icarus Johnson – guitare acoustique (6), guitare électrique (6)
- David Sancious – claviers (1), Minimoog (2, 3), orgue (3), guitare électrique (5)
- George Duke – claviers (6)
- Gerry Brown – batterie (1, 3), clochettes (1)
- Billy Cobham – batterie (6), Moog 1500 (6)
- Steve Gadd – batterie (2, 5)
- Milt Holland – percussions (3), conga (4), triangle (4)
- Tom Malone, Dave Taylor – trombone
- Jon Faddis, Alan Rubin, Lew Soloff – trompette
- Earl Chapin, John Clark, Peter Gordon, Wilmer Wise – cors
- Al Aarons, Stewart Blumberg, George Bohanon, Buddy Childers, Robert Findley, Gary Grant, Lew McCreary, Jack Nimitz, William Peterson, Dalton Smith - cuivres
- Marilyn Baker, Thomas Buffum, David Campbell, Rollice Dale, Robert Dubow, Janice Gower, Karen Jones, Dennis Karmazyn, Gordon Marron, Lya Stern, Ron Strauss, Marcia Van Dyke, John Wittenberg – cordes